# Площадь Дружбы Народов (Грозный)
Дру́жбы Наро́дов — площадь в городе Грозном, расположена на пересечении проспекта Владимира Путина и улицы Бейбулатова.
Площадь получила своё название из-за памятника русскому — Николаю Гикало, чеченцу — Асламбеку Шерипову и ингушу — Гапуру Ахриеву. Торжественное открытие монумента состоялось 30 апреля 1973 года, в канун праздника 1 мая.
В ходе Первой чеченской войны памятник был частично разрушен.
С 1998 по 2000 годы площадь носила имя Лечи Хултыгова.
ОАО «Нурэнерго», дочерняя компания РАО «ЕЭС России», восстанавливает памятник Дружбы народов в г. Грозном.
Памятник, восстановленный коллективом ОАО «Нурэнерго», по проекту известного в республике скульптора Абдуллы Сулейманова станет, по мнению энергетиков, символом возрождения новой жизни в Чеченской Республике.[когда?]